# Uhrenfehler
Als Uhrenfehler wird die Abweichung der von der Uhr angezeigten Uhrzeit gegenüber einer Bezugszeit, die von einem Zeitnormal vorgegeben wird, bezeichnet. Diese Abweichung kann konstant, stetig steigend oder fallend, oder veränderlich sein.

## Uhrstand: Fehler der Anzeige
Eine zu einem Zeitpunkt festgestellte Abweichung nennt man den Fehler der Anzeige (auch: Uhrstand, Standfehler oder Stand). Der Stand sagt nichts über die Qualität eines Uhrwerks aus, es wird lediglich eine zur Referenzzeit (z. B. die Mitteleuropäische Zeit) abweichende Uhrzeit festgestellt.
Es gibt zwei Möglichkeiten, den Fehler der Anzeige anzugeben, die sich in der Wahl des Vorzeichens unterscheiden. Der Fehler der Anzeige ist gleich dem angezeigten Wert minus dem richtigen Wert. Diese Vorzeichenwahl entspricht der in DIN 8236 Blatt 1 Abschnitt 3 „Zeitmesstechnische Begriffe – Anzeige, Gang“ festgelegten und entspricht auch der üblichen Vorzeichenwahl in anderen Bereichen der Messtechnik. Geht eine Uhr zum Beispiel 20 Sekunden nach, so ist der Fehler der Anzeige -20s.
Eine abweichende Angabe ist teilweise in der Navigation, Astronomie und Geodäsie üblich. Das Vorzeichen des Uhrstandes wird in diesen Bereichen oft im Sinne einer vorzunehmenden Verbesserung angegeben. Wenn die Uhr beispielsweise 20 Sekunden nachgeht, ist der Uhrstand +20s. Man muss 20 Sekunden hinzufügen, um die korrekte Zeit zu erhalten.
Es ist deshalb bei der Angabe des Standes notwendig, die Bedeutung des Vorzeichens anzugeben.

## Uhrgang: Gangfehler

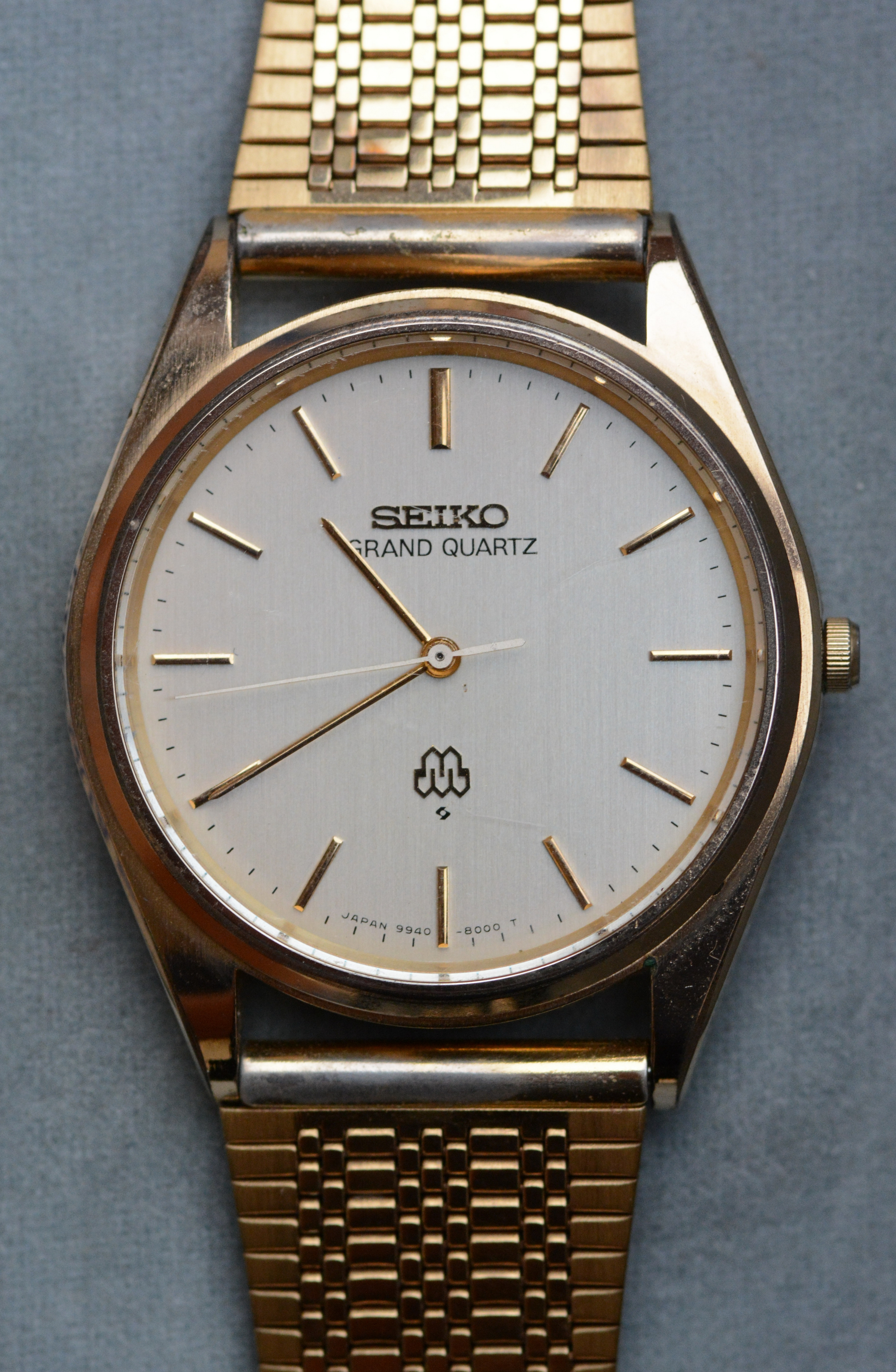
Grand Seiko Twin Quartz 9940-8010 (Temperaturkompensation zur besseren Ganggenauigkeit), 1979

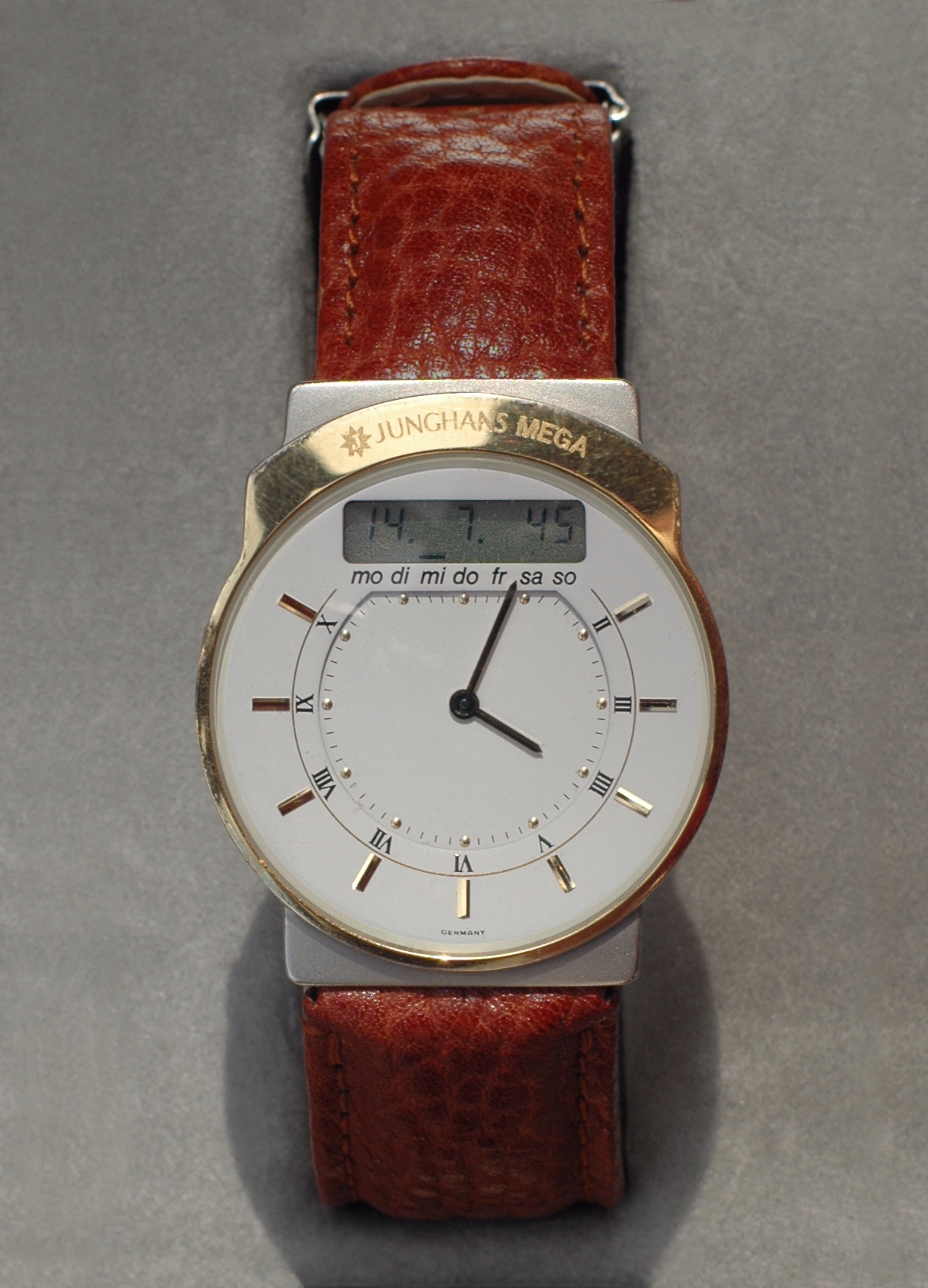
Die Zeitgenauigkeit der Junghans Mega Funkarmbanduhren beträgt 1 Sekunde in 1 Million Jahren, 1991

Der Uhrgang (auch: Gang oder umgangspr. Ganggenauigkeit) bezeichnet eine steigende oder fallende Abweichung der angezeigten Uhrzeit innerhalb eines Tages. Durch Beobachtung dieser Abweichung über einen längeren Zeitraum kann man den mittleren täglichen Gang einer Uhr bestimmen.
Die Differenz der täglichen Abweichungen zueinander, also die Schwankungen im Gang der Uhr, bezeichnet man dabei als Gangfehler. Ein Gangfehler kann in einem mangelhaften Uhrwerk begründet sein, aber auch durch Verschmutzung und Abnutzung oder durch äußere Einflüsse wie Temperatur- oder Luftdruckänderungen verursacht werden. Bei Taschenuhren kann auch die Lage, also die Art und Weise des Tragens der Uhr, Einfluss auf den täglichen Gang nehmen.
Für Qualitätsprüfungen werden diese äußeren Einflüsse durch konstante Prüfbedingungen und das Prüfen in verschiedenen Lagen weitestgehend ausgeschlossen. Mechanische Uhren, die eine Gangprüfung einer offiziellen Gangkontrollstelle (z. B. der COSC) bestanden haben, dürfen als Chronometer bezeichnet werden. Qualitätsmerkmal ist hierbei ein möglichst konstanter mittlerer täglicher Gang, also ein geringer Gangfehler.
Im täglichen Gebrauch versucht man bei höherwertigen Räderuhren durch Kompensationen unvermeidliche äußere Einflüsse auszugleichen. Bei Funkuhren spielt der Gangfehler nur eine untergeordnete Rolle, da die korrekte Zeit regelmäßig mit Hilfe eines Zeitzeichensenders nachgestellt wird.
Für eine kurzzeitige Gangmessung bei mechanischen Uhren verwendet man eine Zeitwaage.

## Belege
1. ↑  DIN e. V. (Hrsg.): DIN 8236-1:2009-01, 1970-03, Zeitmeßtechnische Begriffe; Anzeige, Gang, Beuth-Verlag, Berlin, 1970.
2. ↑  Neuheiten-Katalog 1991/92, Seite 4, Junghans Uhren GmbH (Memento vom 18. Februar 2022 im Internet Archive)